# Zsigmond Móricz

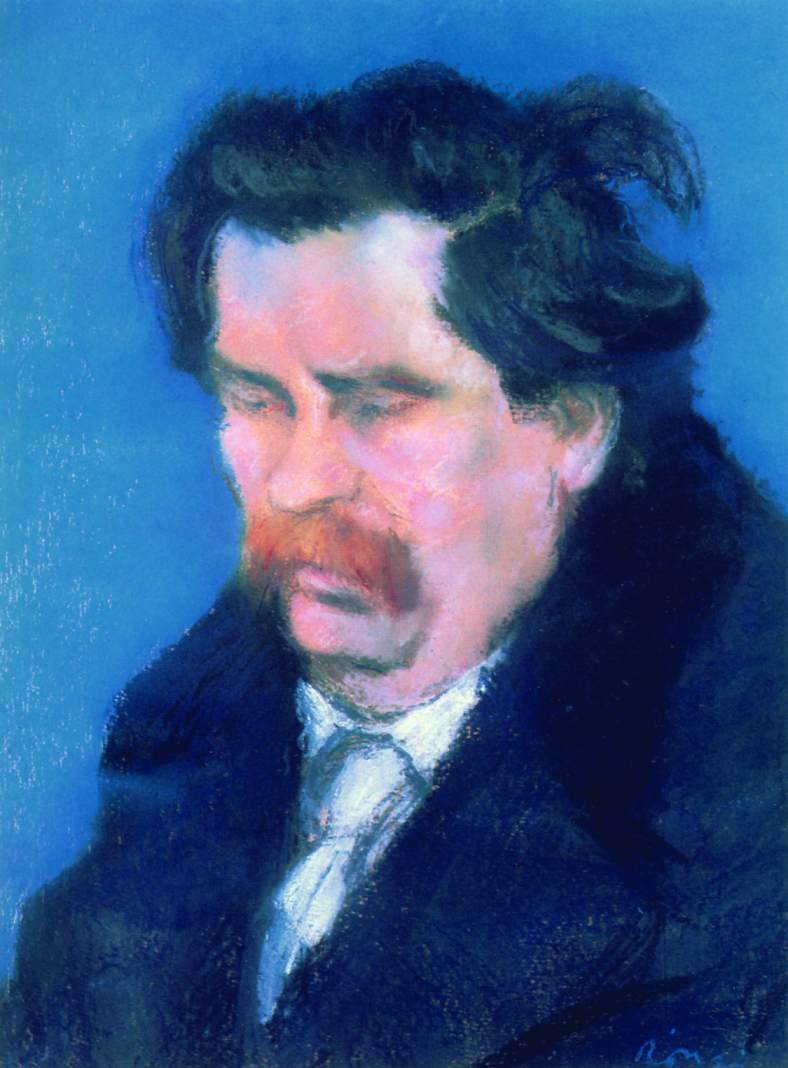
József Rippl-Rónai, Porträt Móricz Zsigmond (1923)

Zsigmond Móricz (* 2. Juli 1879 in Tiszacsécse; † 4. September 1942 in Budapest) war ein ungarischer Schriftsteller.

## Leben
Zsigmond Móricz wurde als erstes von neun Kindern eines armen Kleinbauern und einer Pastorentochter (reformierte Kirche) geboren. Als Kind lernte er die Armut auf dem Lande kennen. Er entwickelte früh das Streben nach Kultur in sich. Sein Vater konnte ihm nur unter größten Opfern eine gute Schulbildung sichern. Er kam als Schüler in das Kollegium von Debrecen. Als Student begann er mehrere Hochschulstudien (Theologie und Rechtswissenschaft), die er nicht abschloss. Er arbeitete schließlich als Journalist in Budapest. Im Auftrage der Kisfaludy-Gesellschaft sammelte er drei Sommer hindurch Volkslieder im Komitat Szatmár und hatte dabei die Gelegenheit, die Verhältnisse  auf dem ungarischen Dorfe, besonders das Leben der armen Landbevölkerung, zu studieren. Die 1908 in der Zeitschrift Nyugat abgedruckte Erzählung Sieben Kreuzer ermöglichte ihm den Eintritt in die literarische Welt seiner Zeit. Der Realismus, mit dem Móricz in dieser Erzählung das Leben der armen Landarbeiter darstellt, war etwas unerhört Neues, denn die damalige ungarische Literatur kannte nur ein idealisiertes Bild des Bauern.
Im Ersten Weltkrieg wurde er Kriegsberichterstatter. Mit zunehmend kritischer Haltung zum Krieg schrieb er Berichte über die Frontsoldaten und ihre Sehnsucht nach Frieden. In der Revolution von 1918 und der 1919 folgenden Räterepublik sah er Fortschritte und erwartete eine Bodenreform, die den armen Bauern Land geben sollte. Er schrieb Berichte über die entstehenden Produktionsgenossenschaften. Im Zuge der Konterrevolution wurde er für einige Zeit ins Gefängnis geworfen.
In den zwanziger und dreißiger Jahren veröffentlichte er als anerkannter Schriftsteller eine Reihe von Romanen und viele Erzählungen. Weiterhin bearbeitete er vergessene alte ungarische Literatur und gab sie neu heraus. Er bereiste das Land und sammelte Volkslieder. 1939 übernahm er als Herausgeber die literarische Zeitschrift Kelet Népe (Volk des Ostens) die sich besonders mit der Literatur der Bauern beschäftigte. Er starb 1942.

## Werke
- Gold im Kote. Ein ungarischer Bauernroman. Übers. Armin Schwartz, Berlin, Rowohlt, 1921
- Hinter Gottes Rücken. Roman. Übers. Heinrich Horvat, Berlin, Rowohlt, 1922
- Die Fackel. Roman. Übers. Heinrich Horvat, Berlin, Rowohlt, 1929
- Siebenbürgen. Historische Romantrilogie. Übers. Käthe Gáspár, Zsolnay, Berlin, 1936
- Löwe im Käfig. Roman. Übers. Käthe Gáspár, Berlin, Zsolnay, 1938
- Einmal satt werden, Mittagessen. [Erzählungen]. Übers. Géza Ańgyal, Leipzig, Reclam, [1952] (Reclams Universal-Bibliothek, 7916)
- Der Mann mit den Hahnenfedern. Erzählungen. Übers. L. Nemethy, Walther Bergsträsser u. Ernst Kallai, Berlin, Aufbau, 1954
- Arme Leute, Sechs Erzählungen. Hrsg. Péter Nagy, übers. Géza Engl u. István Frommer, Corvina, Budapest, 1961
- Mischi und das Kollegium. Roman. Übers. Mirza Schüching, Corvina, Budapest, 1962
- Herrengelage. Drei kleine Romane. Übers. Peter Paul Schneider, Jörg Buschmann u. Christine Wolter, Berlin, Aufbau, 1965
- Sieben Kreuzer. Erzählungen. Hrsg. Vera Thies, Leipzig, Insel, 1967
- An einem schwülen Sommertag. Roman. Übers. Álmos Csongár, Berlin, Verlag der Nation, 1968
- Der grosse Fürst. Historischer Roman. Übers. Käthe Gáspár unt. Mitarb. v. Álmos Csongár, Berlin, Verlag der Nation, 1973
- Schatten der Sonne. Historischer Roman. Übers. Käthe Gáspár u. Álmos Csongár, Berlin, Verlag der Nation, 1974
- Der glückliche Mensch. [Roman]. Übers. Lilian Bättig u. Ernst Kallai, Berlin und Weimar, Aufbau, 1955; Neuübers. Timea Tankó, Berlin Guggolz 2023, ISBN 978-3-945370-40-7
- Zaubergarten. Historischer Roman. Übers. Käthe Gáspár unt. Mitarb. v. Álmos Csongár, Berlin, Verlag der Nation, 1977
- Himmelsvogel. Erzählungen. Übers. Vera Thies, Leipzig, Reclam, 1979
- Das Rindvieh mit dem Adelsbrief. Erzählungen. Übers. Almos Csongár, Berlin, Verlag der Nation, 1979
- Die Pfeife des Silberkönigs, Täppischer Janko. [Ungarische Volksmärchen]. Übers. Hans Skirecki, Corvina, Budapest, 1992
- Herr Bovary. [Roman]. Übers. Ruth Futaky, Corvina, Budapest, 1999
- Verwandte. Roman. Übers. Bruno Heilig, Corvina, Budapest, 1999
- Niemandsblume. Roman. Übers. Ruth Futaky, Corvina, Budapest, 1999

## Verfilmungen
- 1948: Skandal um Vilma (Forró mezők) - nach dem  Roman „Heiße Felder“
- 1950: Kurzweil der Reichen (Úri muri)
- 1954: Rokonok – Regie: Félix Máriássy
- 1960: Der Freischüler (Legy jo mindhalálig)
- 1965: Die Männer in der Todesschanze ; auch: Die Hoffnungslosen (Szegénylegények)
- 1976: Das Niemandskind (Arvácska)
- 1978: Ohne Musik kann ich nicht leben (Nem elhetek muzsikaszó nelkül) – Regie: Ferenc Sík
- 2006: Rokonok – Regie: István Szabó